# 네이키드 브라더스 밴드
네이키드 브라더스 밴드(The Naked Brothers Band)는 니켈로디언에서 2007년 2월 3일부터 2009년 6월 13일까지 방영된 시트콤이다. 밴드 멤버의 연애, 우정, 고민 등을 모큐멘터리 형식으로 보여주고 있다.